# Elizabeth McLaughlin
Elizabeth Sarah McLaughlin (Morgantow, 2 ottobre 1993) è un'attrice statunitense, conosciuta per il ruolo di Massie Block nel film The Clique.

## Biografia
Elizabeth Sarah è figlia unica ed ha iniziato la sua carriera di attrice all'età di 8 anni a teatro, dove entrò a far parte di un corpo di attori. Quando aveva 10 anni fece il suo primo casting professionale. Elizabeth da bambina vinse molti premi sulla scrittura di fiabe e di dibattito, inoltre nel suo liceo fu anche una Cheerleader. Elizabeth è maggiormente conosciuta per aver interpretato Massie Block nel film di The Clique, ma è apparsa anche in alcune puntate di Un mariage à l'épreuve (dove ha interpretato un'infermiera), in Ugly Betty (2ª Stagione episodio 11) come Lindsay, Melissa & Joey (1ª Stagione episodio 15) nel ruolo di Kelsey. Elizabeth ha partecipato anche ad altri film del 2011 come Home Game e Miracolo a Novembre. Elizabeth McLaughlin ha preso parte anche al The Tyra Banks Show, con tutto il cast del film di The Clique, che la vede come una delle protagoniste. Nel 2014, inoltre, ha anche partecipato ad alcuni episodi di Pretty Little Liars.

## Filmografia

### Cinema
- The Clique, regia di Michael Lembeck (2008)
- Big Kill, regia di Scott Martin (2018)

### Televisione
- Ugly Betty – serie TV, 1 episodio (2008)
- First Day – serie TV, 8 episodi (2010)
- Miracolo a novembre (November Christmas), regia di Robert Harmon – film TV (2010)
- Home Game, regia di Ken Whittingham – film TV (2011)
- Melissa & Joey – serie TV, 1 episodio (2011)
- Dexter – serie TV, 1 episodio (2011)
- Tradimenti (Betrayal) – serie TV, 13 episodi (2014)
- Pretty Little Liars – serie TV, 3 episodi (2015)
- Hand of God – serie TV, 20 episodi (2014-2017)
- Lathal Weapon – serie TV, 1 episodio (2016)
- Un matrimonio da sogno (Marrying Mr. Darcy), regia di Steven R. Monroe – film TV (2018)
- Grand Hotel – serie TV, 5 episodi (2019)

## Doppiatrici italiane
Nelle versioni in italiano delle opere in cui ha recitato, Elizabeth McLaughlin è stata doppiata da:
- Letizia Ciampa in Perception, Miracolo a novembre
- Isabella Benassi in Hand of God
- Elisa Carucci in Code Black